# شرف بن عبد الله الموسوي
السيّد شرف بن عبد الله بن محمد آل عبد النبي الموسوي الأحسائي (1894 - 14 نوفمبر 1988) (1312 - 5 ربيع الثاني 1409) فقيه جعفري وشاعر سعودي. ولد في قرية التويثير بالأحساء في عائلة هاشمية اثناعشرية ونشأ بها. تلقى تعليمه فيها وفي قرية القارة متتلمذًا على خطبائها وشيوخها ، وكانت له رحلات لتلقي العلم في مدن العراقية. عمل واعظًا ومرشدًا وبرع في إلقاء خطب في عدة مدن. كان أديبًا عرف بالشعر والخطابة. توفي في قرية القارة ودفن في البقيع بالمدينة المنورة. له ديوان شعر، مخطوط. 

## سيرته
هو شرف بن عبد الله بن محمد بن علي آل عبد النبي الموسوي الأحسائي. ولد سنة 1312 هـ/ 1894 في قرية التويثير بالأحساء ونشأ بها. قرأ مقدماته بها، عمل واعظًا ومرشدًا وبرع في إلقاء خطب في عدة مدن. كان أديبًا عرف بالشعر والخطابة. 

توفي ليلة 5 ربيع الثاني 1409 هـ/ 1989 م في قرية القارة بالأحساء ونقل جثمانه إلى المدينة ودفن في البقيع.

## شعره
له ديوان شعر، مخطوط. ذكرت في معجم البابطين عن شاعريته: 
من شعره بعنوان نفحات الهوى: